# Dysstroma intermedia
Dysstroma intermedia là một loài bướm đêm trong họ Geometridae.